# Antoine Joseph Delpierre
Pour l’article homonyme, voir Delpierre.
Ne doit pas être confondu avec Antoine Delpierre.
Antoine-Joseph Delpierre, né le 12 mars 1748 à Vieux-Berquin (Nord) et mort le 15 janvier 1808 à Merville (Nord), est un général français de la Révolution et de l’Empire.

## État de service
Il entre en service le 28 septembre 1767, comme soldat au régiment de Piémont-infanterie devenu en 1791, 3e régiment d'infanterie. Il devient caporal le 9 octobre 1776, et de 1776 à 1778, il sert au colonies comme sergent. Il passe fourrier le 17 septembre 1780, et en 1782 et 1783, il assume un service en mer. 
Sergent-major le 7 août 1782, il est nommé adjudant le 16 juillet 1787 avec rang de sous-lieutenant le 1er janvier 1788. Il reçoit ses épaulettes de lieutenant le 15 septembre 1791, celles d'adjudant-major le 28 avril 1792, et de 1792 à 1795, il est envoyé à l'Armée du Rhin.
Il est nommé capitaine le 12 octobre 1792, et il est blessé le 1er novembre 1793. Le 21 novembre 1793, il passe chef de bataillon, et le 28 novembre suivant, il rejoint la 6e demi-brigade. Il est élevé au grade de chef de brigade le 22 juillet 1794, commandant la 6e demi-brigade de première formation.
Il est promu général de brigade le 13 juin 1795, et il est employé à l'Armée des Côtes de Brest par le Comité de salut public. Il est envoyé le 2 octobre 1795, à l'Armée de l'Intérieur, et le 2 mai 1797, il passe chef de brigade surnuméraire à la 106e demi-brigade.
Il est blessé d'un coup de feu au bras gauche à Stantz (Suisse) le 9 septembre 1798, et le 2 septembre 1799, il se retire dans ses foyers avec le traitement de réforme. Il est admis à la retraite le 9 février 1801.

## Sources
- (en) « Generals Who Served in the French Army during the Period 1789 - 1814: Eberle to Exelmans ».